# الحوض (حجة)
الحوض هي إحدى قرى الجمهورية اليمنية. وهي تتبع جغرافيًا لمحافظة حجة. وإداريًا لمديرية بني قيس الطور. يبلغ تعداد سكانها 1010 نسمة حسب الإحصاء الذي جرى عام 2004.